# Ann Simons
Ann Simons, född 5 augusti 1980 i Tongeren, är en belgisk judoutövare.
Simons tog OS-brons i damernas extra lättvikt i samband med de olympiska judotävlingarna 2000 i Sydney.